# Rosemary Kennedy

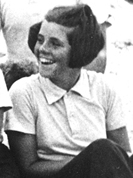
Rosemary Kennedy 1931

Rosemary Kennedy (* 13. September 1918 in Boston, Massachusetts, als Rose Marie Kennedy; † 7. Januar 2005 in Fort Atkinson, Wisconsin) war eine Schwester von John F., Eunice, Robert F. und Edward Kennedy.

## Leben

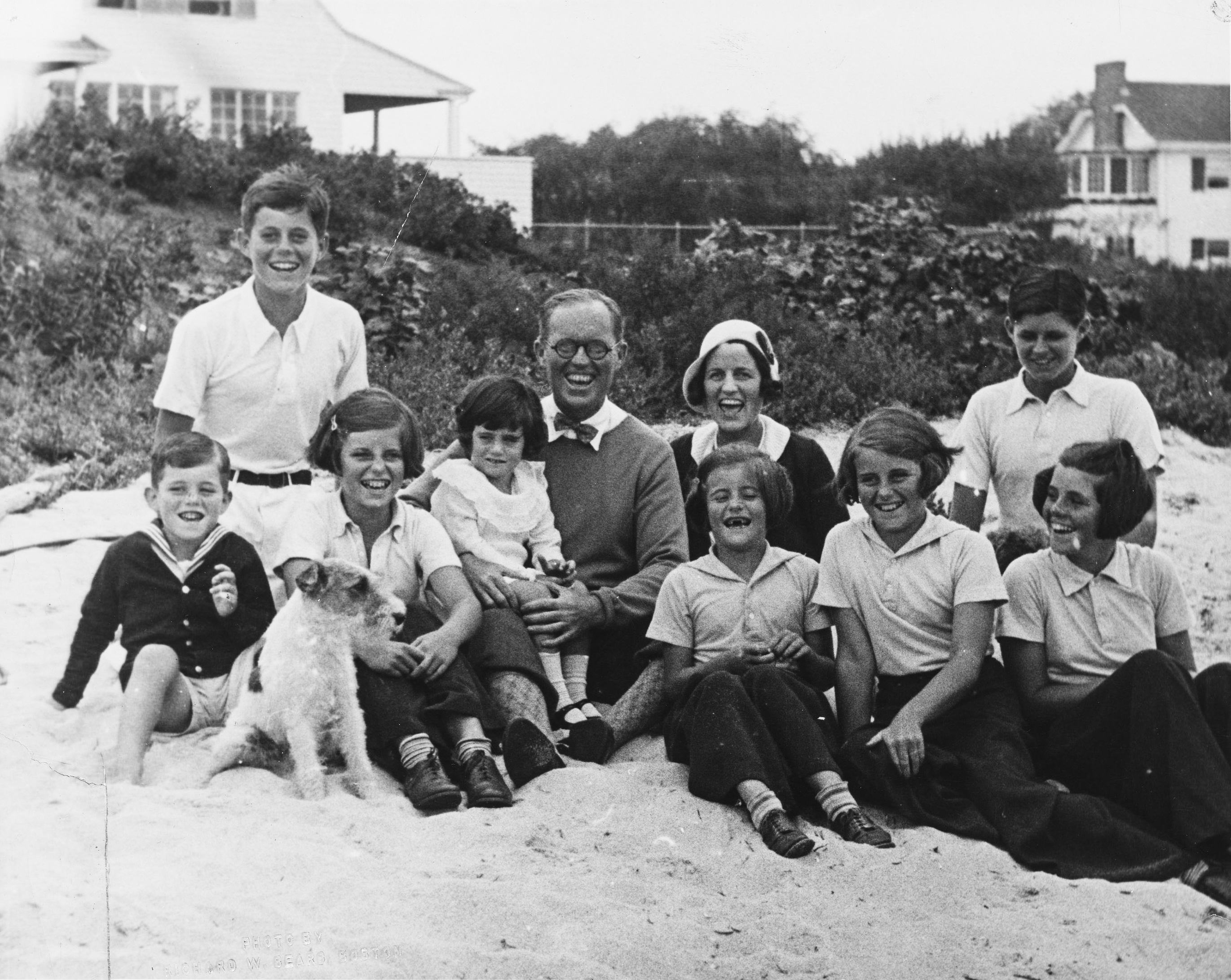
Familienporträt (1931), Rosemary vorne ganz rechts

Rosemary Kennedy war das dritte Kind und die erste Tochter von Joseph und Rose Kennedy. Seit ihrer Geburt war sie sehr scheu und hatte Dyslexie. Sie lernte spät laufen, schwamm aber begeistert, tanzte gern und schrieb Tagebücher. Ein Intelligenztest hatte eine milde geistige Behinderung (Retardierung) gezeigt, jedoch ist dieser Befund umstritten. 1939 machte sie einen Abschluss in Montessoripädagogik. Sie nahm rege am sozialen Leben teil, besuchte leidenschaftlich gern Opernaufführungen, Sportveranstaltungen und andere gesellschaftliche Anlässe und wuchs zu einer lebenslustigen Erwachsenen heran. Nachdem Rosemary das Erwachsenenalter erreicht hatte, wurde sie charakterlich häufiger als eigensinnig bis jähzornig und schwer zu bändigen beschrieben. Als ein denkbarer Grund wird Rosemarys Enttäuschung darüber, mit ihren älteren erfolgreichen Geschwistern nicht mithalten zu können, angesehen. Die Eltern begannen zu fürchten, dass Rosemary durch ihr Verhalten das Ansehen der ganzen Familie in Misskredit bringen und möglicherweise ungewollt schwanger werden könnte – eine Möglichkeit, die in der streng katholischen Familie Kennedy Unruhe auslöste.
Als Rosemary 23 Jahre alt war, ließ ihr Vater, der um den guten Ruf der Familie fürchtete, durch seinen Freund Walter Freeman eine Lobotomie vornehmen. Diese Operation galt damals als eine Möglichkeit, Menschen mit einem ungesteuerten Triebleben zu „besänftigen“, der Eingriff war jedoch schon damals sehr umstritten. Im Falle von Rosemary hatte die Operation katastrophale Folgen. Die vom Vater erhoffte Verbesserung blieb aus; stattdessen verschlechterte sich ihr Zustand nach der Operation so sehr, dass sie nur noch kindlich vor sich hinbrabbeln konnte, inkontinent wurde und teilweise auf einen Rollstuhl angewiesen war. Joseph Kennedy, der sich seiner nun schwerbehinderten Tochter schämte, ließ sie in die St.-Coletta-Heilanstalt in Wisconsin einliefern, wo sie den Rest ihres Lebens verbrachte. Er besuchte sie nie und geriet in Rage, wenn man ihn auf sie ansprach.
Die Operation hatte der Vater ohne Absprache und Kenntnis der Mutter veranlasst, und dies wird zusammen mit der anschließenden Einweisung als einer der Gründe für die emotionale Abkehr ihrer Mutter Rose Kennedy von ihrem Ehemann Joseph P. Kennedy angesehen. Rose nannte ihre Tochter ein „Geschenk Gottes“; sie habe die Menschen in ihrem Umfeld Respekt vor Behinderung gelehrt. Rosemarys älterer Bruder John F. Kennedy bekannte sich erst 1960 öffentlich zu ihr.
1946 riefen Kennedys Eltern die Joseph P. Kennedy Jr. Foundation (JPKF) ins Leben. Die Stiftung führt Programme durch, die Menschen mit geistigen Behinderungen, ihre Familien und Gemeinden fördern. Der Stiftungszweck steht mit Rosemary Kennedy in Verbindung. Die Stiftung unterstützte unter anderem die von Kennedys jüngerer Schwester Eunice Kennedy-Shriver gegründeten Special Olympics bereits in deren Anfängen Ende der 1960er Jahre.
Als Rosemary Kennedy im Alter von 86 Jahren im Fort Atkinson Memorial Hospital starb, waren ihre noch lebenden Geschwister, darunter der US-Senator Edward Kennedy, an ihrer Seite.